# 1599
Il 1599 (MDXCIX in numeri romani) è un anno  del XVI secolo.

## Eventi
- Avendita – Un terremoto provoca danni al paese e nelle zone limitrofe.
- Nel Canto dei Carnesecchi a Firenze viene collocato il gruppo di Ercole e il Centauro Nesso del Giambologna.
- 11 settembre – A Roma, in piazza Castel Sant'Angelo sono giustiziati Beatrice Cenci, la matrigna Lucrezia Petroni ed il fratello Giacomo per l'omicidio del padre il conte Francesco Cenci.

### America del Nord
- 10 ottobre – Una missione militare spagnola, partita dall'insediamento di St. Augustine (Florida) attacca i vicini villaggi dei nativi. Gli indiani, colpiti duramente dalla ferocia e dalla potenza militare degli spagnoli, si arrendono.

## Nati

### Febbraio
- 13 febbraio - Papa Alessandro VII, papa, vescovo cattolico e cardinale italiano († 1667)
- 19 febbraio - Sebastiano Cima, pittore italiano († 1677)

### Marzo
- 10 marzo - Alfonso Rodríguez-Olmedo, missionario e gesuita spagnolo († 1628)
- 12 marzo - Giovanni Berchmans, gesuita fiammingo († 1621)
- 14 marzo - Giovanni Ricciardi, teologo e religioso italiano († 1675)
- 19 marzo - Antonio Pérez, teologo, filosofo e gesuita spagnolo († 1649)
- 22 marzo - Antoon van Dyck, pittore fiammingo († 1641)
- 28 marzo - Witte de With, ammiraglio olandese († 1658)

### Aprile
- 17 aprile - Ciro di Pers, poeta italiano († 1663)
- 25 aprile - Oliver Cromwell, generale e politico inglese († 1658)

### Maggio
- 30 maggio - Samuel Bochart, biblista, antiquario e umanista francese († 1667)

### Giugno
- 1º giugno - Elisabetta Lucrezia di Teschen, duchessa († 1653)

### Luglio
- 23 luglio - Stephen Hansen Stephanius, filologo e storico danese († 1650)
- 27 luglio - Francesco Contini, architetto e pittore italiano († 1669)
- 27 luglio - Alberto di Sassonia-Eisenach, nobile († 1644)
- 27 luglio - Girolamo Verospi, cardinale e vescovo cattolico italiano († 1652)

### Agosto
- 1º agosto - Lorenzo de' Medici,  italiano († 1648)
- 1º agosto - Antonio Santacroce, cardinale e arcivescovo cattolico italiano († 1641)
- 11 agosto - Cristiano II di Anhalt-Bernburg, letterato tedesco († 1656)
- 16 agosto - Diego López Pacheco Cabrera y Bobadilla, nobile spagnolo († 1653)
- 22 agosto - Giovanni Battista Manzini, nobile, letterato e romanziere italiano († 1664)
- 27 agosto - Francisco López de Zúñiga, generale spagnolo († 1656)
- 28 agosto - Zera Yacob, filosofo etiope († 1692)
- 30 agosto - Willem Duyster, pittore e disegnatore olandese († 1635)

### Settembre
- 3 settembre - Girolamo Farnese, cardinale italiano († 1668)
- 20 settembre - Cristiano di Brunswick, condottiero e vescovo luterano tedesco († 1626)
- 27 settembre - Francesco Borromini, architetto italiano († 1667)

### Ottobre
- 1º ottobre - Antonio Novelli, scultore italiano († 1662)
- 12 ottobre - Elisabetta Sofia di Holstein-Gottorp, nobile tedesca († 1627)
- 15 ottobre - Cornelis de Graeff, politico olandese († 1664)
- 21 ottobre - Domenico de Marini, arcivescovo cattolico italiano († 1669)
- 28 ottobre - Maria dell'Incarnazione Guyart, religiosa francese († 1672)

### Novembre
- 5 novembre - Carlo Emanuele Madruzzo, vescovo cattolico italiano († 1658)
- 11 novembre - Maria Eleonora del Brandeburgo, principessa († 1655)
- 11 novembre - Ottavio Piccolomini, nobile e militare italiano († 1656)
- 12 novembre - Maria Felicia Orsini, nobildonna italiana († 1666)
- 15 novembre - Werner Rolfinck, medico, scienziato e botanico tedesco († 1673)
- 29 novembre - Peter Heylyn, storico e teologo inglese († 1662)
- 29 novembre - Ottavio Branciforte, vescovo cattolico italiano († 1646)
- 30 novembre - Andrea Sacchi, pittore italiano († 1661)

### Dicembre
- 6 dicembre - Bartolommeo Salvestrini, pittore italiano († 1633)
- 6 dicembre - Jacques Vallée Des Barreaux, poeta francese († 1673)
- 11 dicembre - Pieter Codde, pittore olandese († 1678)

### Senza giorno specificato
- Adriaen van Utrecht, pittore fiammingo († 1653)
- Henri de Talleyrand-Périgord, nobile francese († 1626)
- Jan Miel, pittore fiammingo († 1663)
- Melchiorre di Sant'Agostino, missionario spagnolo († 1632)
- Giacomo Accarisi, filosofo e vescovo cattolico italiano († 1653)
- Alonso de Alcalá y Herrera, poeta spagnolo († 1682)
- Robert Blake, ammiraglio inglese († 1657)
- Pietro Maria Borghese, cardinale italiano († 1642)
- Jeremiah Burroughs, religioso e predicatore inglese († 1646)
- João Cabral, esploratore e missionario portoghese († 1669)
- Tommaso Caracciolo, arcivescovo cattolico italiano († 1663)
- Giovanni Claret, pittore italiano († 1679)
- Giovanni Carlo Coppola, vescovo cattolico, poeta e abate italiano († 1652)
- Antonio Da Passano, doge († 1681)
- Donato Antonio De Marinis, avvocato e magistrato italiano († 1666)
- Samuel Des Marets, teologo francese († 1673)
- Camilla Faà di Bruno, nobile italiana († 1662)
- Francis Glisson, fisiologo e anatomista inglese († 1677)
- Pedro de Godoy, religioso, teologo e vescovo cattolico spagnolo († 1677)
- Luigi Gonzaga, condottiero italiano († 1660)
- Henry Grey, I conte di Stamford, nobile e militare inglese († 1673)
- Walda Heywat, filosofo etiope († 1692)
- John Kemble, presbitero inglese († 1679)
- Lewis Kirke, navigatore inglese († 1683)
- Sebastián Martínez, pittore spagnolo († 1667)
- Antonio Masini, letterato italiano († 1691)
- Clemente Molli, scultore italiano († 1664)
- Lucy Percy, nobildonna e agente segreto britannica († 1660)
- George Radcliffe, politico britannico († 1657)
- Madeleine de Souvré de Sablé, scrittrice francese († 1678)
- Charlotte Stanley, contessa di Derby, nobile francese († 1664)
- Diego Velázquez, pittore spagnolo († 1660)
- Jacopo Zabarella il Giovane, genealogista e scrittore italiano († 1679)
- Zhìxù, monaco buddista cinese († 1655)
- Pietro Paolo de Rustici, vescovo cattolico italiano († 1652)
- Pieter van Mol, pittore fiammingo († 1650)
- Isaack van Ruisdael, pittore olandese († 1677)

## Morti

### Gennaio
- 13 gennaio - Edmund Spenser, poeta britannico
- 15 gennaio - Guido Pepoli, cardinale italiano (n. 1560)
- 19 gennaio - Maria Landi, nobile italiana
- 22 gennaio - Silvio Savelli, cardinale italiano (n. 1550)
- 28 gennaio - Scipione Lentolo, pastore protestante e teologo italiano (n. 1525)

### Febbraio
- 16 febbraio - Lazzaro Grimaldi Cebà, doge (n. 1520)
- 18 febbraio - Margherita de la Marck-Arenberg, nobildonna belga (n. 1527)

### Marzo
- 1º marzo - Edzardo II della Frisia orientale, conte (n. 1532)

### Aprile
- 6 aprile - Orazio Torsellino, storico e letterato italiano (n. 1545)
- 10 aprile - Gabrielle d'Estrées,  francese (n. 1571)
- 20 aprile - Miyabe Keijun, militare giapponese (n. 1528)
- 27 aprile - Maeda Toshiie, militare giapponese (n. 1538)

### Maggio
- 12 maggio - Murad Mirza, principe indiano (n. 1570)
- 28 maggio - Maria di Nassau, nobildonna olandese (n. 1539)

### Giugno
- 1º giugno - Guido Panciroli, giurista e antiquario italiano (n. 1523)
- 2 giugno - Filippo V di Hanau-Lichtenberg,  tedesco (n. 1541)
- 25 giugno - Sahib Jamal Begum, nobildonna afghana
- 29 giugno - Caterina Renata d'Asburgo, nobile austriaca (n. 1576)

### Luglio
- 3 luglio - Chand Bibi, politica e militare indiana (n. 1550)
- 6 luglio - Pietro Paolo Olivieri, scultore e architetto italiano (n. 1551)
- 11 luglio - Chōsokabe Motochika, militare giapponese (n. 1538)

### Agosto
- 22 agosto - Luca Marenzio, compositore, cantore e liutista italiano (n. 1553)
- 24 agosto - Giovanni Arca, scrittore, storico e gesuita italiano (n. 1562)
- 25 agosto - Curzio Gonzaga, diplomatico e scrittore italiano

### Settembre
- 11 settembre - Beatrice Cenci, nobildonna italiana (n. 1577)
- 12 settembre - Ubaldino Ubaldini, nobile italiano
- 16 settembre - Celestino da Verona, francescano italiano
- 23 settembre - Carlo d'Aragona Tagliavia, nobile, politico e militare italiano (n. 1521)

### Ottobre
- 2 ottobre - Hoca Sadeddin Efendi, storico ottomano
- 18 ottobre - Daniel Adam z Veleslavína, tipografo e letterato ceco (n. 1546)
- 27 ottobre - Gillis Congnet, pittore fiammingo (n. 1542)
- 29 ottobre - Giovanni Antonio Paracca, scultore italiano (n. 1546)

### Novembre
- 3 novembre - Andrea Báthory, cardinale rumeno
- 4 novembre - Pedro da Fonseca, filosofo e teologo portoghese (n. 1528)
- 7 novembre - Gaspare Tagliacozzi, chirurgo e anatomista italiano (n. 1545)
- 8 novembre - Francisco Guerrero, compositore spagnolo (n. 1528)
- 22 novembre - Nanbu Nobunao, militare giapponese (n. 1546)
- 27 novembre - Marco Pio di Savoia, nobile (n. 1567)

### Dicembre
- 13 dicembre - Enrico Caetani, cardinale e patriarca cattolico italiano (n. 1550)
- 29 dicembre - Valerio Cioli, scultore italiano

### Senza giorno specificato
- Prospero Antichi, scultore italiano
- Guillaume Des Autels, scrittore e poeta francese (n. 1529)
- Giovanni Bandini, scultore italiano
- Francesco Brambilla, scultore italiano
- Lelio Brancaccio, arcivescovo cattolico italiano (n. 1537)
- Niccolò Buccella, medico italiano
- Antoine Caron, pittore francese (n. 1521)
- Maddalena Casulana, compositrice, cantante e liutista italiana (n. 1544)
- Alfonso Chacón, storico, filologo e religioso spagnolo
- Wendel Dietterlin, pittore tedesco (n. 1550)
- Pietro Ferrabosco, architetto italiano (n. 1512)
- Melchiorre Galluzzi, pittore italiano (n. 1550)
- Renato Gentili, scrittore e grammatico italiano (n. 1538)
- Antonio Grimaldi Cebà, doge (n. 1534)
- Dominicus Lampsonius, artista e umanista fiammingo (n. 1532)
- Giuseppe Meda, pittore, architetto e ingegnere italiano (n. 1534)
- Paolo Mini, medico e scrittore italiano (n. 1526)
- Diego Muñoz Camargo, storico e scrittore messicano (n. 1529)
- Pedro de Padilla, generale e poeta spagnolo
- Marco Antonio Pasi, architetto e ingegnere italiano (n. 1537)
- Simone Peterzano, pittore italiano (n. 1535)
- Michal Rahoza, arcivescovo cattolico bielorusso (n. 1540)
- Antonio Riccoboni, umanista e storico italiano (n. 1541)
- Shiroishi Munezane, militare giapponese
- Elizabeth Stafford,  inglese (n. 1546)
- Federico Sustris, architetto e pittore italiano (n. 1540)
- Ijuin Tadamune, militare giapponese
- Francesco Turchi, religioso e letterato italiano (n. 1515)
- Mayken Verhulst, miniaturista e pittrice fiamminga (n. 1518)
- Rodrigo Vázquez de Arce, politico spagnolo
- Cornelis de Houtman, esploratore e navigatore olandese (n. 1565)
- Maddalena di Waldeck, nobile tedesca (n. 1558)

## Calendario
| Calendario 1599 | Calendario 1599 | Calendario 1599 | Calendario 1599 | Calendario 1599 | Calendario 1599 | Calendario 1599 | Calendario 1599 | Calendario 1599 | Calendario 1599 | Calendario 1599 | Calendario 1599 | Calendario 1599 | Calendario 1599 | Calendario 1599 | Calendario 1599 | Calendario 1599 | Calendario 1599 | Calendario 1599 | Calendario 1599 | Calendario 1599 | Calendario 1599 | Calendario 1599 | Calendario 1599 | Calendario 1599 | Calendario 1599 | Calendario 1599 | Calendario 1599 | Calendario 1599 | Calendario 1599 | Calendario 1599 | Calendario 1599 | Calendario 1599 |
| --------------- | --------------- | --------------- | --------------- | --------------- | --------------- | --------------- | --------------- | --------------- | --------------- | --------------- | --------------- | --------------- | --------------- | --------------- | --------------- | --------------- | --------------- | --------------- | --------------- | --------------- | --------------- | --------------- | --------------- | --------------- | --------------- | --------------- | --------------- | --------------- | --------------- | --------------- | --------------- | --------------- |
|                 | 1               | 2               | 3               | 4               | 5               | 6               | 7               | 8               | 9               | 10              | 11              | 12              | 13              | 14              | 15              | 16              | 17              | 18              | 19              | 20              | 21              | 22              | 23              | 24              | 25              | 26              | 27              | 28              | 29              | 30              | 31              |                 |
| Gennaio         | Ve              | Sa              | Do              | Lu              | Ma              | Me              | Gi              | Ve              | Sa              | Do              | Lu              | Ma              | Me              | Gi              | Ve              | Sa              | Do              | Lu              | Ma              | Me              | Gi              | Ve              | Sa              | Do              | Lu              | Ma              | Me              | Gi              | Ve              | Sa              | Do              |                 |
| Febbraio        | Lu              | Ma              | Me              | Gi              | Ve              | Sa              | Do              | Lu              | Ma              | Me              | Gi              | Ve              | Sa              | Do              | Lu              | Ma              | Me              | Gi              | Ve              | Sa              | Do              | Lu              | Ma              | Me              | Gi              | Ve              | Sa              | Do              |                 |                 |                 |                 |
| Marzo           | Lu              | Ma              | Me              | Gi              | Ve              | Sa              | Do              | Lu              | Ma              | Me              | Gi              | Ve              | Sa              | Do              | Lu              | Ma              | Me              | Gi              | Ve              | Sa              | Do              | Lu              | Ma              | Me              | Gi              | Ve              | Sa              | Do              | Lu              | Ma              | Me              |                 |
| Aprile          | Gi              | Ve              | Sa              | Do              | Lu              | Ma              | Me              | Gi              | Ve              | Sa              | Do              | Lu              | Ma              | Me              | Gi              | Ve              | Sa              | Do              | Lu              | Ma              | Me              | Gi              | Ve              | Sa              | Do              | Lu              | Ma              | Me              | Gi              | Ve              |                 |                 |
| Maggio          | Sa              | Do              | Lu              | Ma              | Me              | Gi              | Ve              | Sa              | Do              | Lu              | Ma              | Me              | Gi              | Ve              | Sa              | Do              | Lu              | Ma              | Me              | Gi              | Ve              | Sa              | Do              | Lu              | Ma              | Me              | Gi              | Ve              | Sa              | Do              | Lu              |                 |
| Giugno          | Ma              | Me              | Gi              | Ve              | Sa              | Do              | Lu              | Ma              | Me              | Gi              | Ve              | Sa              | Do              | Lu              | Ma              | Me              | Gi              | Ve              | Sa              | Do              | Lu              | Ma              | Me              | Gi              | Ve              | Sa              | Do              | Lu              | Ma              | Me              |                 |                 |
| Luglio          | Gi              | Ve              | Sa              | Do              | Lu              | Ma              | Me              | Gi              | Ve              | Sa              | Do              | Lu              | Ma              | Me              | Gi              | Ve              | Sa              | Do              | Lu              | Ma              | Me              | Gi              | Ve              | Sa              | Do              | Lu              | Ma              | Me              | Gi              | Ve              | Sa              |                 |
| Agosto          | Do              | Lu              | Ma              | Me              | Gi              | Ve              | Sa              | Do              | Lu              | Ma              | Me              | Gi              | Ve              | Sa              | Do              | Lu              | Ma              | Me              | Gi              | Ve              | Sa              | Do              | Lu              | Ma              | Me              | Gi              | Ve              | Sa              | Do              | Lu              | Ma              |                 |
| Settembre       | Me              | Gi              | Ve              | Sa              | Do              | Lu              | Ma              | Me              | Gi              | Ve              | Sa              | Do              | Lu              | Ma              | Me              | Gi              | Ve              | Sa              | Do              | Lu              | Ma              | Me              | Gi              | Ve              | Sa              | Do              | Lu              | Ma              | Me              | Gi              |                 |                 |
| Ottobre         | Ve              | Sa              | Do              | Lu              | Ma              | Me              | Gi              | Ve              | Sa              | Do              | Lu              | Ma              | Me              | Gi              | Ve              | Sa              | Do              | Lu              | Ma              | Me              | Gi              | Ve              | Sa              | Do              | Lu              | Ma              | Me              | Gi              | Ve              | Sa              | Do              |                 |
| Novembre        | Lu              | Ma              | Me              | Gi              | Ve              | Sa              | Do              | Lu              | Ma              | Me              | Gi              | Ve              | Sa              | Do              | Lu              | Ma              | Me              | Gi              | Ve              | Sa              | Do              | Lu              | Ma              | Me              | Gi              | Ve              | Sa              | Do              | Lu              | Ma              |                 |                 |
| Dicembre        | Me              | Gi              | Ve              | Sa              | Do              | Lu              | Ma              | Me              | Gi              | Ve              | Sa              | Do              | Lu              | Ma              | Me              | Gi              | Ve              | Sa              | Do              | Lu              | Ma              | Me              | Gi              | Ve              | Sa              | Do              | Lu              | Ma              | Me              | Gi              | Ve              |                 |